# Open Letter to Hobbyists

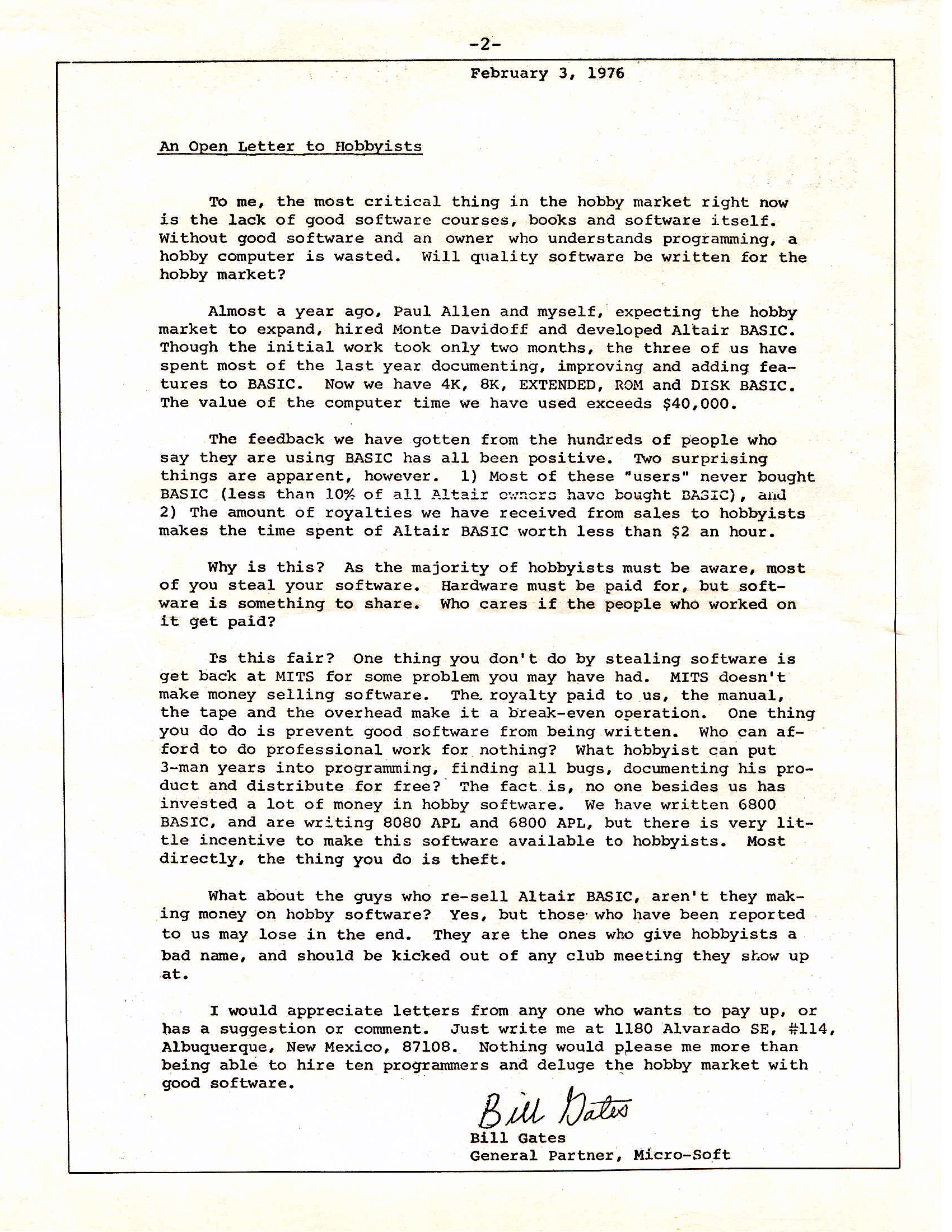
Bill Gates’ Open Letter to Hobbyists vom Homebrew Computer Club Newsletter

Der Open Letter to Hobbyists (deutsch Offener Brief an Hobbyisten) ist ein offener Brief, der im Februar 1976 von Bill Gates, dem Gründer von Microsoft, an Hobby-Computeranwender verfasst und in verschiedenen Computerzeitschriften abgedruckt wurde.

## Hintergrund
Das Anliegen dieses am 3. Februar 1976 versendeten Briefes ist der wichtigste Meilenstein in der Entwicklung und Verbreitung proprietärer (herstellerabhängiger) Software im Heimcomputermarkt. Gleichermaßen wird er von manchen als ein wichtiger Meilenstein für die Entwicklung von freier Software bezeichnet, weil in dem Brief ausgesagt wird, dass jeder Hobby-Anwender für professionell entwickelte Software zahlen solle, weil er sonst ein Softwaredieb sei.
Bill Gates drückt in dem Brief seinen Frust über die Verkaufszahlen von Altair BASIC aus. Er bemängelt, dass er und Mitautor Paul Allen zwar jede Menge Lob für seine Entwicklung, die mittlerweile Kosten in Höhe von 40.000 Dollar erreicht habe, erhalten habe, aber nur unter 10 % aller Nutzer wirklich sein Produkt erwarben. Nehme man nur die Lizenzgebühren, die man von Hobbyanwendern erhalten habe, ergebe sich ein Stundenlohn von weniger als 2 US-Dollar. Gates bemängelte, dass die Verbreitung von nicht autorisierten Kopien den Effekt habe, die Entwickler zu entmutigen, weiterhin Zeit und Geld zu investieren, um professionelle Software zu schreiben. Man betrüge diese um das ihnen zustehende Honorar.
In Leserbriefen äußerten Nutzer des Programms größtenteils Unverständnis über Gates’ Forderungen.